# Грабін (Західнопоморське воєводство)
Грабін (пол. Grabin, нім. Gräwenhagen) — село в Польщі, у гміні Новогард Голеньовського повіту Західнопоморського воєводства.
Населення — 151 особа (2011).
У 1975-1998 роках село належало до Щецинського воєводства.

## Демографія
Демографічна структура станом на 31 березня 2011 року:
|          | Загалом | Допрацездатний вік | Працездатний вік | Постпрацездатний вік |
| -------- | ------- | ------------------ | ---------------- | -------------------- |
| Чоловіки | 78      | 10                 | 62               | 6                    |
| Жінки    | 73      | 11                 | 44               | 18                   |
| Разом    | 151     | 21                 | 106              | 24                   |